# バスケットボール女子スロバキア代表
バスケットボール女子スロバキア代表（スロバキア語: Slovenské národné basketbalové družstvo žien, 英語: Slovakia women's national basketball team）は、スロバキアバスケットボール連盟により国際大会に派遣されるスロバキアの女子バスケットボールナショナルチームである。
1992年まではチェコスロバキアの一部だったため、本項では1993年以降の成績を記す。

## 歴史
1993年にチェコスロバキアからの分離独立により設立。翌年の世界選手権に初出場を果たし5位と健闘する。
2000年シドニー五輪にも出場。

## 過去の成績
- オリンピックの成績
  - 2000年 － 7位
- W杯の成績
  - 1994年 － 5位
  - 1998年 － 4位
  - 2002年 － 7位
- 欧州選手権の成績
  - 準優勝（1997年）